# Varieta algeber
Varieta algeber je pojem z univerzální algebry. Budiž {\displaystyle \sigma } signatura. Označme {\displaystyle \mathbb {A} _{\sigma }} třídu všech algeber s touto signaturou. Potom se třída {\displaystyle \mathbb {B} \subseteq \mathbb {A} } nazývá varietou, pokud existuje soustava identit takových, že do {\displaystyle \mathbb {B} } spadají právě ty algebry z {\displaystyle \mathbb {A} }, které tyto identity splňují. Identita je zápis vyžadující rovnost dvou termů (viz příklad).

## Neformální úvod
Abstraktní algebra dokazuje věty, které platí pro jednotlivé algebraické struktury (např. větu platnou pro každou grupu, nebo jinou větu platnou pro každý svaz či lineární prostor atd.) a pak není třeba je dokazovat zvlášť pro jednotlivé grupy, svazy apod.
Univerzální algebra je sjednocující podobor abstraktní algebry; zkoumá věty, které platí v každé algebraické struktuře. Aby bylo možno pracovat jednotně s různými strukturami, které mají různý počet a aritu operací, zavádí se pojem signatura, takže například každá grupa
je algebra se signaturou {\displaystyle (\,(\circ ,2),\,(e,0),\,(^{-1},1)\,)\,\!}
a každý okruh je algebra
se signaturou {\displaystyle (\,(+,2),\,(.,2),\,(-,1),\,(0,0),(1,0)\,)\,\!}. Signatura je tedy seznam symbolů s uvedenou aritou.
Pokud nějaká věta univerzální algebry (např. věty o izomorfismu) platí pro algebru jakékoli signatury, není již třeba ji ověřovat zvlášť pro grupy, zvlášť pro okruhy, svazy, lineární prostory apod.
Mnohé věty univerzální algebry něco tvrdí o varietách algeber. Ne každá algebra s grupovou signaturou je grupou (například grupou není struktura, kde neplatí asociativita) a podobně ne každá algebra s tělesovou signaturou je tělesem. Třída všech těles varietu netvoří, neboť ji nelze vymezit soustavou identit. Třída všech grup však varietu tvoří, neboť ji lze mezi všemi algebrami s grupovou signaturou vymezit následující soustavou identit:
{\displaystyle {\begin{aligned}a\circ (b\circ c)&=(a\circ b)\circ c\\a\circ e&=a\\e\circ a&=a\\a\circ a^{-1}&=e\\a^{-1}\circ a&=e\\\end{aligned}}}
Varieta je tedy taková třída algeber, kterou lze vymezit soustavou identit; identita je formule požadující rovnost dvou termů.

## Birkhoffova věta
Birkhoffova věta říká, že třída algeber dané signatury je varietou právě tehdy, pokud je uzavřená na podalgebry, homomorfní obrazy a direktní součiny.
Tuto větu lze použít k prokázání, že nějaká třída varietou není, příklad viz (viz níže).

## Příklady variet

### Grupy jako varieta
Třída všech grup je varietou, neboť struktura s touto signaturou (která obsahuje operace {\displaystyle \circ ,^{-1},e}) je grupou právě tehdy, když splňuje tuto soustavu identit:
{\displaystyle {\begin{aligned}a\circ (b\circ c)&=(a\circ b)\circ c\\a\circ e&=a\\e\circ a&=a\\a\circ a^{-1}&=e\\a^{-1}\circ a&=e\\\end{aligned}}}
Pojem grupa je ovšem možné definovat i jako strukturu s jednou binární operací. Potom je nutné některé podmínky formulovat jinak, například
{\displaystyle \exists a\forall b:a\circ b=b}
To již není identita (tj. rovnost dvou termů), nýbrž složitější formule prvního řádu. Proto třída všech grup netvoří varietu, pokud ji reprezentujeme touto signaturou s jedinou operací.
Abychom však dokázali, že varietu netvoří, musíme ukázat, že neexistuje ani žádná jiná soustava identit, které by přesně popsaly třídu všech grup. K tomu lze využít Birkhoffovu větu: Kdyby taková soustava v této signatuře existovala, pak podalgebrou grupy byla opět grupa, to však neplatí: Přirozená čísla (včetně nuly) se sčítáním jsou podalgebrou celých čísel se sčítáním.

### Okruhy a tělesa
Třída všech okruhů tvoří varietu, neboť všechny podmínky v jejich definici lze zapsat jako identity. (I zde platí, že pojem okruh lze chápat jako strukturu jen se dvěma binárními operacemi "+" a "⋅", ale v této zmenšené signatuře nebude tvořit varietu.)
Třída všech těles však varietou není, neboť následující podmínka není identitou:
{\displaystyle x\neq 0\to \exists y:x\cdot y=1}
Abychom ukázali, že skutečně nejde o varietu, využijme opět Birkhoffovu větu: variety jsou uzavřené na direktní součiny. Direktní součin dvou kopií reálných čísel {\displaystyle \mathbb {R} \times \mathbb {R} } je sice okruhem, ale ne tělesem. Abychom to ukázali, je potřeba si uvědomit, že v direktním součinu je sčítání i násobení definováno po složkách (a, b) ⋅ (c, d) = (a⋅c, b⋅d) Jeho jednotkou (tedy neutrálním prvkem vůči násobení) je prvek (1,1). Prvek (0,1) není totožný s nulou tohoto tělesa, tj. neutrálním prvkem při sčítání; tím je prvek (0,0). Přesto však (0,1) nemá inverzní prvek při násobení, což u tělesa připouštíme jen u neutrální prvku ke sčítání. Pro žádná reálná čísla a, b neplatí (a, b) ⋅ (0,1) = (1,1).
Tím je prokázáno, že tělesa netvoří varietu; platí však ještě silnější tvrzení: žádný direktní součin dvou či více těles nemůže být tělesem.